# 逵园
逵園又名葵園是中國廣東省廣州市的“五大僑園”之一，位于越秀區新河浦恤孤院路9號，不遠即中共三大會址。
由美國華僑馬灼文建于1922年。1993年公佈为廣州市文物保護單位。2013年作為中国共产党第三次全国代表大会会址的組成部分公佈為全國重點文物保護單位。